# Miracle (песня Cascada)
«Miracle» — песня немецкой группы Cascada. Она была написана Yanou и DJ Manian, которые являются продюсерами этого трека. Песня вошла в дебютный альбом Каскады первый студийный альбом «Everytime We Touch», выпущенном в 2006 году. Она была выпущена в качестве первого сингла с альбома 23 ноября 2004 года. Позднее он был выпущен на международном уровне в сотрудничестве с другими лейблами. Песня получила в целом положительные отзывы от критиков, причём большинство из них хвалили за europop звучание. Сингл пользуется успехом в чартах многих стран. Песня достигла топ-10 в европейских странах, достигнув вершины во Франции и четвёртой позиции в Ирландии.

## Фон
«Miracle», также известная как «(I Need) Miracle» является первым синглом с дебютного студийного альбома Everytime We Touch группы Cascada. Песня была записана в 2004 году и выпустил под псевдонимом Cascade. Но группе в конечном итоге были вынуждены сменить название из-за того, что американские диск-жокей Kaskade пригрозил подать в суд на право собственности на название и вскоре после этого изменили своё название на Cascada, который в переводе с испанского «водопад». Сингл был выпущен в эфир в Германии и приобрел популярность в клубах. Сингл был выпущен 23 ноября 2004 года в качестве макси-сингл, куда вошли различные ремиксы. В качестве третьего сингла с альбома «Everytime We Touch» песня была повторно выпущена в Америке, а затем на международном уровне.

## Приём
Джои Ривалдо из About.com дал песню три с половиной звезды (из пяти), хваля песню за «тяжёлые удары битами, прохладном поломок и сильным вокалом». Кроме того, он отметил, что «все вокруг этого твердого мелодия, которые будут держать сильный устойчивыми темпами на всех уровнях.» Шарон Мавер из All Music Guide оценил трек, как один из лучших треков на альбоме в своем обзоре материнских альбом песни, Everytime We Touch .
Сингл был хорошо принят в чартах, причём большая часть результатов приходятся на 2006-07 года. Песня появилась в Австрии 26 мая 2004 года под номером пятьдесят восемь. На второй неделе песня подняться на 24 место, что и является лучшим результатом сингла в Австрии. «Miracle» дебютировал в Швеции на 11 позиции. Через неделю сингл опустился на номер восемнадцать и остался там ещё на неделю, прежде чем упасть ещё на четыре места до 22-го. В своей следующей недели, песня вошла в топ-10 в Швеции на 10 место. В Ирландии сингл вошёл в чарт на двадцать недель, за это время достиг пик под номером четыре в свой седьмой неделе. В Соединенном Королевстве стал довольно популярным достигнув 8 позиции в чарте. Во Франции песня стала очень популярной и эта страна одна из не многих трек смог забраться на вершину.

## Треклист и формат
- Оригинальная версия (2004)

1. «Miracle» [Radio Mix] — 3:38
2. «Miracle» [SAD Radio Mix] — 3:26
3. «Miracle» [Extended Mix] — 6:08
4. «Miracle» [Icarus Mix] — 6:58

- США версия (2004)

1. «Miracle» [Radio Mix] — 3:38
2. «Miracle» [SAD Radio Mix] — 3:26
3. «Miracle» [Extended Mix] — 6:08
4. «Miracle» [Icarus Mix] — 6:58
5. «Miracle» [SAD Extended Mix] — 7:08

- США переизданная версия (2006)

1. «Miracle» [Radio Mix] — 3:38
2. «Miracle» [US Radio Mix] — 3:25
3. «Miracle» [SAD Radio Mix] — 3:26
4. «Miracle» [Extended Mix] — 6:08
5. «Miracle» [USA Extended Mix] — 5:05
6. «Miracle» [Icarus Mix] — 6:58
7. «Miracle» [SAD Extended Mix] — 7:08

- Германия переизданная версия

1. «Miracle» [Radio Version] — 3:39
2. «Miracle» [Extended Version] — 6:07

- Испания сингл

1. «Miracle» [Radio Mix] — 3:38
2. «Miracle» [SAD Radio Mix] — 3:26
3. «Miracle» [Extended Mix] — 6:08
4. «Miracle» [Icarus Mix] — 6:58
5. «Miracle» [After Dark Version] — 3:10
6. «Miracle» [Video Edit] — 3:38
7. «Miracle» [Video] — 3:40

- Великобритания (2007)

CD 1
1. «Miracle» [Radio Edit] — 2:46
2. «Miracle» [After Dark Version] — 3:10

CD 2: Enhanced
1. «Miracle» [Radio Edit] — 2:46
2. «Miracle» [Original Mix] — 6:07
3. «Miracle» [Socialites Mix] — 6:50
4. «Miracle» [Alex M Extended Remix] — 6:44
5. «Miracle» [Northstarz Remix] — 6:12
6. «Miracle» [Joey Riot Mix] — 6:28
7. «Miracle» [Video Edit] — 3:38
8. «Miracle» [Video] — 3:40

## Все версии
- Miracle (Radio Edit) 2:57
- Miracle (Alex M Extended Mix) 6:44
- Miracle (Joey Riot Mix) 6:28
- Miracle (Northstarz Club Mix) 6:14
- Miracle (Northstarz Remix) 4:00
- Miracle (Socialites Mix) 6:52
- Miracle (Extended) 6:09
- Miracle (The Hitmen Remix) 6:54
- Miracle (US Extended) 5:08
- Miracle (Sad Extended) 7:09
- Miracle (Alex M Radio Edit) 3:43
- Miracle (The Hitmen Radio Edit) 3:30
- Miracle (US Radio Mix) 3:28
- Miracle (Album Version/Video Mix) 3:41
- Miracle (Sad Radio Mix) 3:26
- Miracle (Sunset Crew edit) 3:13
- Miracle (German Club Mix) 4:56
- Miracle (Sunset Crew Remix) 6:23
- Miracle (The Usual Suspects vs EXR Remix) 6:22
- Miracle (The Usual Suspects vs EXR Edit) 4:22
- Miracle (After Dark Version) 3:10
- Miracle (Asian Radio Mix) 3:32
- Miracle (Asian Extended) 6:15
- Miracle (Red Monster Remix) 5:10
- Miracle (Darwin Remix)
- Miracle (Icarus Mix) 6:58
- Miracle (The Annual 2007) 4:41

## Чарты
| Чарты (2004)                        | Пик Позиция |
| ----------------------------------- | ----------- |
| U.S. Bubbling Under Hot 100 Singles | 2           |
| U.S. Pop 100                        | 55          |
| Чарт (2007)                         | Пик Позиция |
| Australian ARIA Singles Chart       | 79          |
| French Singles Chart                | 1           |
| Irish Singles Chart                 | 4           |
| Dutch Top 40                        | 6           |
| German Singles Chart                | 32          |
| UK Singles Chart                    | 8           |
| Swedish Singles Chart               | 10          |
| Swiss Singles chart                 | 85          |
| Austrian Singles Chart              | 57          |
| Russian Airplay Chart               | 26          |